# Alexeï Sofronov
Alexeï Sofronov (en russe : Алексей Иванович Софронов), né en 1859 à Tiliktino (ru), dans l'oblast de Kline du gouvernement de Moscou, dans l'Empire russe, et mort en 1925, à Kline, alors en URSS, a été à partir de 1871 un serviteur et un ami proche du compositeur russe Piotr Ilitch Tchaïkovski.
Le musicologue américain Roland John Wiley (en) l'appelle le serviteur en chef et le gestionnaire des affaires domestiques du compositeur. Selon certains chercheurs, il a été longtemps l'amant de Piotr Tchaïkovski. Ainsi V. S. Sokolov signale que l'orientation sexuelle du compositeur a pu être déterminée à la lecture de ses nombreuses lettres au vocabulaire explicite. Une partie de ces lettres a été censurée et publiée dans l'Empire russe et en URSS en utilisant des abréviations, en supprimant ou en noircissant certains passages, parfois avec l'aide de sympathisants tardifs du compositeur. À la mort du compositeur, en 1893, une grande partie de ses biens a été léguée par testament à Alexeï Sofronov. Après la mort de Tchaïkovski, Sofronov a participé à la création à Kline du Musée-zapovednik P. Tchaïkovski en aidant le frère du compositeur Modeste Tchaïkovski à rassembler les archives,,,.
117 lettres du compositeur ont été écrites par Tchaïkovski à Alexeï Sofronov entre 1875 et 1893. De son côté, Sofronov a écrit 130 lettres à Tchaïkovski, datées de 1877 à 1893, qui sont conservées dans les archives du musée de Kline,. Sofronov a été choisi comme personnage de films de long métrage, de récits, de romans sur le compositeur et sur sa vie personnelle. Il est par exemple le héros de la biographie de l'époque soviétique écrite par Vladimir Kholodovski (La Maison à Kline) consacrée à la création de la maison-musée de Tchaïkovski à Kline à laquelle Sofronov a largement contribué. Dans le film du réalisateur soviétique Igor Talankine, Tchaïkovski (1969), Sofronov intervient dès la tentative de suicide du compositeur en 1877 pour aider son maître.